# 梅严
梅严（1939年—），女，宁夏银川人，中国跳伞运动员，运动健将。曾五次获得体育运动荣誉奖章。